# Distrikt San José de Lourdes
Der Distrikt San José de Lourdes liegt in der Provinz San Ignacio in der Region Cajamarca im Norden Perus. Der Distrikt wurde am 28. Dezember 1943 gegründet. Er besitzt eine Fläche von 1362 km². Beim Zensus 2017 wurden 19.372 Einwohner gezählt. Im Jahr 1993 lag die Einwohnerzahl bei 13.753, im Jahr 2007 bei 18.171. Sitz der Distriktverwaltung ist die 1125 m hoch gelegene Ortschaft San José de Lourdes mit 1394 Einwohnern (Stand 2017). San José de Lourdes befindet sich 11 km ostnordöstlich der Provinzhauptstadt San Ignacio.

## Geographische Lage
Der Distrikt San José de Lourdes befindet sich in den Anden im zentralen Nordosten der Provinz San Ignacio. Er liegt zwischen den Flussläufen von Río Chinchipe im Westen und dessen linken Nebenfluss Río Chirinos im Osten.
Der Distrikt San José de Lourdes grenzt im Südwesten an die Distrikte Chirinos und San Ignacio, im Nordwesten an Ecuador sowie im Osten an den Distrikt Huarango.

## Ortschaften
Neben dem Hauptort gibt es folgende größere Ortschaften im Distrikt:
- Altamiza
- Alto Dorado
- Apangoya
- Calabozo
- El Diamante
- El Milagro
- Frontera San Francisco
- Gramalotes
- Huaranguillo
- La Unión
- Las Mercedes
- Los Naranjos
- Nuevo Trujillo
- Potrero Grande
- Puerto Chinchipe
- Rumichina
- Siete de Agosto
- Tambillo
- Villa Rica
- Yararahue